# 小中和哉
小中 和哉（こなか かずや、1963年2月8日 - ）は、映画監督。三重県生まれ、東京都出身。脚本家の小中千昭は実兄。

## 略歴
- 1977年中学3年のとき、大林宣彦監督『HOUSE ハウス』を観て衝撃を受け、映画の道に進んだ大林チルドレンの一人[4]。高校の映研の先輩・手塚眞を通じ、大林の娘、大林千茱萸と知り合い、『転校生』は試写室で大林千茱萸と一緒に観た[4]。その後大林千茱萸を通じて知り合った女性と結婚し、妻が大林の事務所PSCで働き始めた関係で、大林監督の1992年『青春デンデケデケデケ』にセカンドユニットの監督として参加している[4]。
- 成蹊高等学校在学時、手塚眞が制作した『FANTASTIC★PARTY』に出演。
- 1982年 - 自主映画『地球に落ちてきたくま』製作[1]。
- 1985年 - 立教大学法学部卒業後、メディア・ワークショップにて映像を学び、『星空のむこうの国』で劇場映画にデビュー[1][3]。
- 1992年 - 実兄の小中千昭と共に有限会社こぐま兄弟舎を設立[1][3]。
- 父は「朝日訴訟｣の判決起案元裁判官の小中信幸。

## エピソード
- 高校生の時に作った8mm映画「いつでも夢を」は、吉永小百合と橋幸夫が唄う同名歌謡曲に乗せて、小中の友人たちがクチパクで歌う短編フィルム。この作品が小型映画の全国大会でグランクリを受賞した授賞式の司会を務めていたTBSアナウンサーの林美雄に「未来のCM大監督」と絶賛されている。また、この賞金が「地球に落ちてきたくま」の製作費の基になっている。
- 「星空のむこうの国」- 主人公のクラスメイト役で、「ウルトラマンメビウス」の監督でも知られる佐野智樹がエキストラ出演している。
- 『電光超人グリッドマン』を演出後、円谷プロダクション制作の作品を中心に活躍している。
  - 1989年 - 1990年頃にウルトラマンの企画作りに参加している。結局実現はしなかったがこの企画は『ウルトラマンG』の元になっている。この時の繋がりで『グリッドマン』へ参加した[5]。
  - 『グリッドマン』ではテレビシリーズ初監督ということもあり思い通りに出来なかった部分も多く、『ウルトラマンゼアス2』以降はこの時のリベンジという思いで力が入ったという[5]。
  - 村石宏實がバーのマスターとして出演した『ウルトラマンダイナ』第33話ではバーの客、『ULTRAMAN』ではウルトラマン・ザ・ネクストに助けられた少女の父親、『ウルトラマンネクサス』最終回ではウルトラマンネクサスとダークザギの決戦を見守る大衆の一人、そして『ウルトラマンメビウス&ウルトラ兄弟』では、神戸の街にウルトラ4兄弟が現れた際、それを目撃した大衆の中で「ウルトラ兄弟だ」と喜ぶ男としてカメオ出演している。

### くまちゃんと小中兄弟
小中兄弟はアマチュア時代、縫いぐるみの熊を宇宙人に見たてた自主映画を撮影していたといわれており、1982年の『地球へ落ちてきたくま』はアマチュア時代の小中の作品として特に有名である。1992年映画『くまちゃん』製作の際「こぐま兄弟舎」を設立した。
この映画は雑誌りぼんで片桐澪によってコミカライズされ1993年4月号から 2003年3月号まで十年もの長期にわたり連載された。連載の最初の二話のみ小中千昭がプロットを書いていたが長い連載の間にくまちゃんの家族などが登場し事実上片桐のオリジナルとなった。
『くまちゃん』はタカラ（現・タカラトミー）で商品展開され、小中が監督しタカラがスポンサーを務めた『電光超人グリッドマン』第12話ではくまちゃんのぬいぐるみが使用されている。

## 監督作品

### 映画
- いつでも夢を（1981年/自主映画）
- 地球に落ちてきたくま（1982年/自主映画）
- 星空のむこうの国（1986年、2021年/原作・脚本：小林弘利）
- 卒業プルーフ（1987年/共同監督）
- 四月怪談（1988年）
- あなたの知らない世界（1991年）
- あなたにここにいて欲しい（1992年）
- 夢を追いかけて（1993年）
- くまちゃん（1993年）
- 毒婦 プワゾン・ボディ（1995年）
- THE DEFENDER（1997年）
- ウルトラシリーズ
  - ウルトラマンゼアス2 超人大戦・光と影（1997年）[7]
  - ウルトラマンティガ&ウルトラマンダイナ 光の星の戦士たち（1998年）[7]
  - ウルトラマンティガ・ウルトラマンダイナ&ウルトラマンガイア 超時空の大決戦（1999年）[7]
  - ULTRAMAN（2004年）
  - ウルトラマンメビウス&ウルトラ兄弟（2006年）[7]
- なぞの転校生（1998年）
- ミラーマンREFLEX（2006年）
- 東京少女（2008年）
- 七瀬ふたたび（2010年）
- 篤姫ナンバー1（2012年）
- ぼくが処刑される未来（2012年）
- 赤々煉恋（2013年）
- VAMP（2019年8月23日公開）
- 海辺の映画館―キネマの玉手箱（2020年公開）脚本
- Single8（2023年3月18日公開）監督・脚本[8]
- 劇場版 シルバニアファミリー フレアからのおくりもの（2023年公開）

### 博覧会テーマ映像
- 赤いカラスと幽霊船（1989年）

### テレビドラマ
- 電光超人グリッドマン（1993年 - 1994年、TBS） - 第11話・第12話監督
- 学校の怪談「逢いたい」「妖怪テケテケ」「絶叫ハイスクール」（1994年、関西テレビ）
- さんかくはぁと（1995年、テレビ朝日）
- Alice 6（アリス・シックス）（1995年、テレビ静岡）
- ウルトラシリーズ
  - ウルトラマンダイナ（1997年 - 1998年、MBS・TBS） - メイン監督 51本中7本担当
  - ウルトラマンコスモス（2001年 - 2002年、MBS・TBS）第7話・第8話監督
  - ウルトラマンネクサス（2004年 - 2005年、CBC・TBS） - メイン監督[7] 38本中7本担当
  - ウルトラマンメビウス（2006年 - 2007年、CBC・TBS）[7] 50本中4本担当
  - ULTRASEVEN X（2007年、CBC・TBS）
  - ウルトラマンギンガS（2014年、テレビ東京） - 第13話・第14話監督
- オルファクトグラム（2002年、WOWOW）
- 恋する日曜日 第3シリーズ「レンズ越しの恋」（2007年、BS-i）
- ケータイ刑事 銭形海シリーズ（2007年 - 2008年、BS-i） - チーフ監督
- MAGISTER NEGI MAGI 魔法先生ネギま!（2007年 - 2008年、テレビ東京）
- ケータイ捜査官7（2008年、テレビ東京）
- 東京少女桜庭ななみ 第3話「おウチに帰れない」（2008年、BS-i）
- ドラマW「6時間後に君は死ぬ」（2008年、WOWOW）
- 満福少女ドラゴネット（2010年、tvk）
- 獣電戦隊キョウリュウジャー（2013年 - 2014年、東映・テレビ朝日）
- ダークシステム 恋の王座決定戦（2014年、TBS）
- イタズラなKiss2〜Love in OKINAWA（2014年、フジテレビ）
- イタズラなKiss2〜Love in TOKYO（2014年、フジテレビ）(国際ドラマフェスティバル in Tokyo,東京ドラマアウォ-ド2015「J-series賞」受賞)
- 太鼓持ちの達人〜正しい××のほめ方〜（2015年、テレビ東京）
- 南くんの恋人〜my little lover（2015年、フジテレビ）
- いいね!光源氏くん（2020年4月 - 5月、NHK総合） - 第一絵巻（第1話）、第二絵巻（第2話）、第六絵巻（第6話）、第七絵巻（第7話）、第八絵巻（第8話）

### Webドラマ
- ウルトラマンオーブ THE ORIGIN SAGA（2016年 - 2017年、Amazonプライム・ビデオ） - メイン監督・シリーズ構成（小林弘利・林壮太郎と共同）

### テレビアニメ
- アストロボーイ・鉄腕アトム（2003年 - 2004年、フジテレビ） - 監督[9]・脚本・絵コンテ

### オリジナルビデオ
- エイリアンハンターP(1986年、日本ビクター、VHD「YUPPIE」に収録、主演: 酒井法子)
- 脳内潜在麻薬物質リポート ドラッグレス（1991年）
- ブラック･ジャック（1996年）

## 出演作品
- FANTASTIC★PARTY（1978年/監督：手塚眞）
- もんもんドラエティ お茶の子博士のHORROR THEATER 第1怪「UFOが来たよ」（1981年/監督：手塚眞）
- もんもんドラエティ 手塚眞のお茶の子シアター 第21怪「おむすびコロリン」（1982年/監督：佐々木明広）
- 真夏の夜はNO,TIME（1985年/監督：松山仁）